# Michael Martin Murphey
Michael Martin Murphey (Dallas, 14 de marzo de 1945) es un cantautor estadounidense, reconocido en el ámbito de la música country y la música popular de los Estados Unidos. Múltiple nominado a los Grammys, Murphey ha obtenido seis discos de oro, incluyendo a Cowboy Songs, el primer álbum de música western en obtenerlo desde Gunfighter Ballads and Trail Songs de Marty Robbins en 1959. Grabó los exitosos sencillos "Wildfire", "Carolina in the Pines", "What's Forever For", "A Long Line of Love", "What She Wants", "Don't Count the Rainy Days" y "Maybe This Time", además de ser el autor de la popular balada "The Land of Enchantment".

## Discografía

### Álbumes de estudio y recopilatorios
- Geronimo's Cadillac (1972)
- Cosmic Cowboy Souvenir (1973)
- Michael Murphey (1974)
- Blue Sky – Night Thunder (1975)
- Swans Against the Sun (1976)
- Flowing Free Forever (1976)
- Lone Wolf (1978)
- Peaks, Valleys, Honky Tonks & Alleys (1979)
- Hard Country (1981)
- Michael Martin Murphey (1982)
- The Heart Never Lies (1983)
- Tonight We Ride (1986)
- Americana (1987)
- River of Time (1988)
- Land of Enchantment (1989)
- Cowboy Songs (1990)
- Cowboy Christmas: Cowboy Songs II (1991)
- Cowboy Songs III (1993)
- Sagebrush Symphony (1995)
- The Horse Legends (1997)
- Cowboy Songs Four (1998)
- Acoustic Christmas Carols (1999)
- Playing Favorites (2001)
- Cowboy Classics: Playing Favorites II (2002)
- Cowboy Christmas III (2002)
- Live at Billy Bob's Texas (2004)
- Heartland Cowboy: Cowboy Songs, Vol. 5 (2006)
- Buckaroo Blue Grass (2009)
- Lone Cowboy (2010)
- Buckaroo Blue Grass II (2010)
- Tall Grass & Cool Water (2011)
- Campfire on the Road (2012)
- Red River Drifter (2013)
- High Stakes (2016)
- Austinology - Alleys of Austin (2016)